# Mikael Tenezos
Mikael Michalis Ahlström Tenezos, känd som Greken, född 30 april 1998 i Enskede församling i Stockholm, är en svensk kriminell som är den utpekade ledaren för Dalennätverket.
Tenezos pekas ut som en nyckelperson i den eskalerande våldsvågen i Stockholm. En maktkamp mellan Tenezos och Foxtrots gängkriminella ledare Rawa Majid, även kallad Kurdiska Räven, misstänks ligga bakom flera av våldsdåden. Ett av polisens huvudspår är enligt uppgift att konflikten har sitt ursprung i en maktkamp om narkotikamarknaden i Sundsvall. Flera adresser med kopplingar till Tenezos och Majid utsattes för bombdåd och skottlossningar under våldsvågen.
Tenezos har bland annat dömts för grovt vapenbrott och narkotikabrott och varit inblandad i konflikter som polisen kopplar till dödsskjutningar de senaste åren. Idag befinner han sig i Mexiko.
I april 2023 kom genombrottet för polis och åklagare. Misstankarna om att han hanterat stora mängder narkotika hade växt sig så starka att han begärdes häktad i sin frånvaro. Det gällde två olika knarkmål samtidigt, ett i Sundsvall och ett i Stockholm. I Sundsvall misstänks Tenezos för grov narkotikasmuggling i tiden kring årsskiftet 2020 och 2021. Han ska då ha organiserat smuggling av cannabis från Barcelona till Sundsvall. Vid smugglingsförsöken har narkotikan inte nått fram. I olika fall har narkotikan upptäckts – och bytts ut – av både svenska och spanska tullen. Tenezos är också häktad misstänkt penningtvättsbrott kopplat till att polisen hittat 85 000 kronor i kontanter i en skyddsväst.